# Alejandro Granados
Alejandro Granados Torres (Alicante, 30 mei 2006) is een Spaans-Amerikaans voetballer die sinds 2023 onder contract ligt bij Club Brugge.

## Clubcarrière
Granados begon zijn jeugdopleiding bij Hércules CF. Als tiener verhuisde hij naar de Verenigde Staten, waar hij zijn jeugdopleiding verderzette bij Orlando City. In het seizoen 2022 maakte hij zijn opwachting bij het B-elftal van de club in de MLS Next Pro. Op 10 juni 2023 maakte Granados zijn officiële debuut in het eerste elftal van de club: in de competitiewedstrijd tegen Colorado Rapids (2-0-zege) liet trainer Óscar Pareja hem in de 89e minuut invallen voor Facundo Torres. Met zijn 17 jaar en 11 dagen was Granados de jongste MLS-debutant ooit in het shirt van Orlando City.
In augustus 2023 maakte Granados de overstap naar Club Brugge. 
Hier scoorde hij na een invalbeurt bij zijn debuut de 0-3 tegen Jong Genk. Op 27 mei 2025 verlengde hij zijn contract tot 2027 en werd ook bekend gemaakt dat hij het seizoen 2025-2026 in de A-kern van Club Brugge kan aansluiten. 

## Interlandcarrière
Granados nam in 2023 met Spanje –17 deel aan het EK onder 17 in Hongarije, zonder dat hij daarvoor eerder was uitgekomen voor een Spaans nationaal jeugdelftal. Granados, die eerder ook al de aandacht had getrokken van de Verenigde Staten –17, kwam op het EK in Hongarije in actie in alle drie de groepswedstrijden en in beide knock-outwedstrijden die Spanje speelde. In de 3-0-zege tegen Ierland in de kwartfinale opende hij de score.